# Tripudia
Tripudia is een geslacht van vlinders van de familie van de uilen (Noctuidae). De wetenschappelijke naam van dit geslacht is voor het eerst voorgesteld door Augustus Radcliffe Grote in een publicatie uit 1877.

## Soorten
- Tripudia balteata Smith, 1900
- Tripudia bipars (Hampson, 1910)
- Tripudia calusa Troubridge, 2020
- Tripudia catada (Druce, 1889)
- Tripudia chihuahua Blanchard & Knudson, 1984
- Tripudia coamona (Schaus, 1940)
- Tripudia damozela (Dyar, 1914)
- Tripudia dimidata (Smith, 1905)
- Tripudia dreptica (Dyar, 1914)
- Tripudia euproptopa (Dyar, 1914)
- Tripudia fabrilium Pogue, 2009
- Tripudia flavibrunnea Pogue, 2009
- Tripudia flavofasciata Grote, 1877
- Tripudia furcula Pogue, 2009
- Tripudia gilda (Druce, 1889)
- Tripudia goyanensis (Hampson, 1910)
- Tripudia grapholithoides (Möschler, 1890)
- Tripudia hirasa (Druce, 1889)
- Tripudia icria (Dyar, 1914)
- Tripudia idicra (Druce, 1889)
- Tripudia inquaesita (Barnes & Benjamin, 1924)
- Tripudia lamina Pogue, 2009
- Tripudia limbatus (H. Edwards, 1881)
- Tripudia luda (Druce, 1898)
- Tripudia luxuriosa Smith, 1900
- Tripudia millidice (Dyar, 1914)
- Tripudia monada (Dyar, 1914)
- Tripudia munna (Dyar, 1916)
- Tripudia nubidice (Dyar, 1919)
- Tripudia ochrocraspis (Hampson, 1910)
- Tripudia orcidia (Druce, 1898)
- Tripudia orthodoxica (Dyar, 1914)
- Tripudia paidica (Dyar, 1914)
- Tripudia paistion (Dyar, 1914)
- Tripudia paraplesia Pogue, 2009
- Tripudia periusia (Dyar, 1914)
- Tripudia petulans (Draudt, 1928)
- Tripudia pinax (Dyar, 1914)
- Tripudia quadrifera (Zeller, 1874)
- Tripudia rectangula Pogue, 2009
- Tripudia rilla (Dyar, 1913)
- Tripudia scobina (Draudt, 1928)
- Tripudia semipallida (Hampson, 1910)
- Tripudia subterminata (Hampson, 1910)
- Tripudia tortricopsis (Dyar, 1914)
- Tripudia umbrifera (Hampson, 1910)
- Tripudia versutus (H. Edwards, 1881)